# KML
KML（英語：Keyhole Markup Language），是基于XML语法标准的一种标记语言，采用标记结构，含有嵌套的元素和属性。KML由Google旗下的Keyhole公司发展并维护，用来表达地理标记。根据KML语言编写的文件即为KML文件，其格式采用XML文件格式，应用于Google地球相关软件中（Google Earth，Google Map, Google Maps for mobile等），用于显示地理数据（包括點、線、面、多邊形，多面體以及模型...）。而现在很多GIS相关企业也追随Google开始采用此种格式进行地理数据的交換。

## 功能
由于KML文件是種多功能的地理數據格式，在Google开发下，它可以將網頁、圖片、模型等各種媒體檔案在Google Earth作完整的呈現。

## KMZ
KML本身的檔案通常不會很大，但在於呈現3維模型或是在於補充其他相關輔助資訊時，KML仍有其侷限性，故除透過網路提供KML資訊外，尚可透過KMZ將其相關檔案包裝成一單檔進行交換，此外可透過ZIP解壓縮去檢視其檔案內容結構，且與原KML有10：1之壓縮比，故有人視為其為KML壓縮檔，但根據其資料含意與結構比較類似於KML資料包裝檔。

## 历史
KML在2008年4月14日被开放地理空间协会宣布為開放地理資訊編碼標準（OGC KML, OpenGIS® KML Encoding Standard），而Google同時也在網站Blog上宣布不再控制KML標準，而移交給OGC去維護發展，而被採用的開放地理資訊編碼標準（OpenGIS KML 2.2 Encoding Standard）可以在其官方网站見到完整的手冊內容。

## 相關網頁
1. OGC KML （页面存档备份，存于）
2. Google Code中的KML說明，收集有相關的學習資源，雖然是多語言，深入內容仍以英文為主
3. KML Interactive Sampler，可以編寫KML範例，並立刻應用在web版Google Earth上，即時了解KML的語法

## 相關書籍
- Josie Wernecke (2008),《The KML Handbook: Geographic Visualization for the Web》,Addison-Wesley Professional，ISBN 978-0-321-52559-8

## 資料來源
1. ↑  2008年4月14日OGC宣布KML成為OGC KML的消息http://www.opengeospatial.org/pressroom/pressreleases/857 （页面存档备份，存于）
2. ↑  在Google Lat Lon Blog上Google宣布不再控制KML http://google-latlong.blogspot.com/2008/04/kml-new-standard-for-sharing-maps.html （页面存档备份，存于）
3. ↑  . Open Geospatial Consortium.   [2024-11-19]. （原始内容存档于2025-01-02） （美国英语）.